# هونوکاآ (هاوایی)
هونوکاآ (به انگلیسی: Honokaa) یک منطقهٔ مسکونی در ایالات متحده آمریکا است که در شهرستان هاوایی، هاوایی واقع شده‌است. هونوکاآ ۳٫۲۸ کیلومتر مربع مساحت و ۲٬۲۵۸ نفر جمعیت دارد و ۳۰۳ متر بالاتر از سطح دریا واقع شده‌است.